# 18932 Robinhood
18932 Robinhood è un asteroide della fascia principale. Scoperto nel 2000, presenta un'orbita caratterizzata da un semiasse maggiore pari a 2,3501128 UA e da un'eccentricità di 0,2366651, inclinata di 2,58061° rispetto all'eclittica.